# 뉴 랜드
《뉴 랜드》(Nybyggarna, The New Land)는 스웨덴에서 제작된 얀 트로엘 감독의 1972년 영화이다. 막스 폰 시도우 등이 주연으로 출연하였다.

## 출연

### 주연
- 막스 폰 시도우
- 리브 울만

### 조연
- 앨런 에드월
- 모니카 제틀런드
- 한스 알프레드슨
- 아그네타 프리츠